# David Solans i Cortés
David Solans i Cortés (Vilassar de Mar, 3 d'agost de 1996) és un actor català, conegut pels seus papers de Nico a Fill de Caín i de Bruno Bergeron a la sèrie Merlí de Televisió de Catalunya.

## Biografia

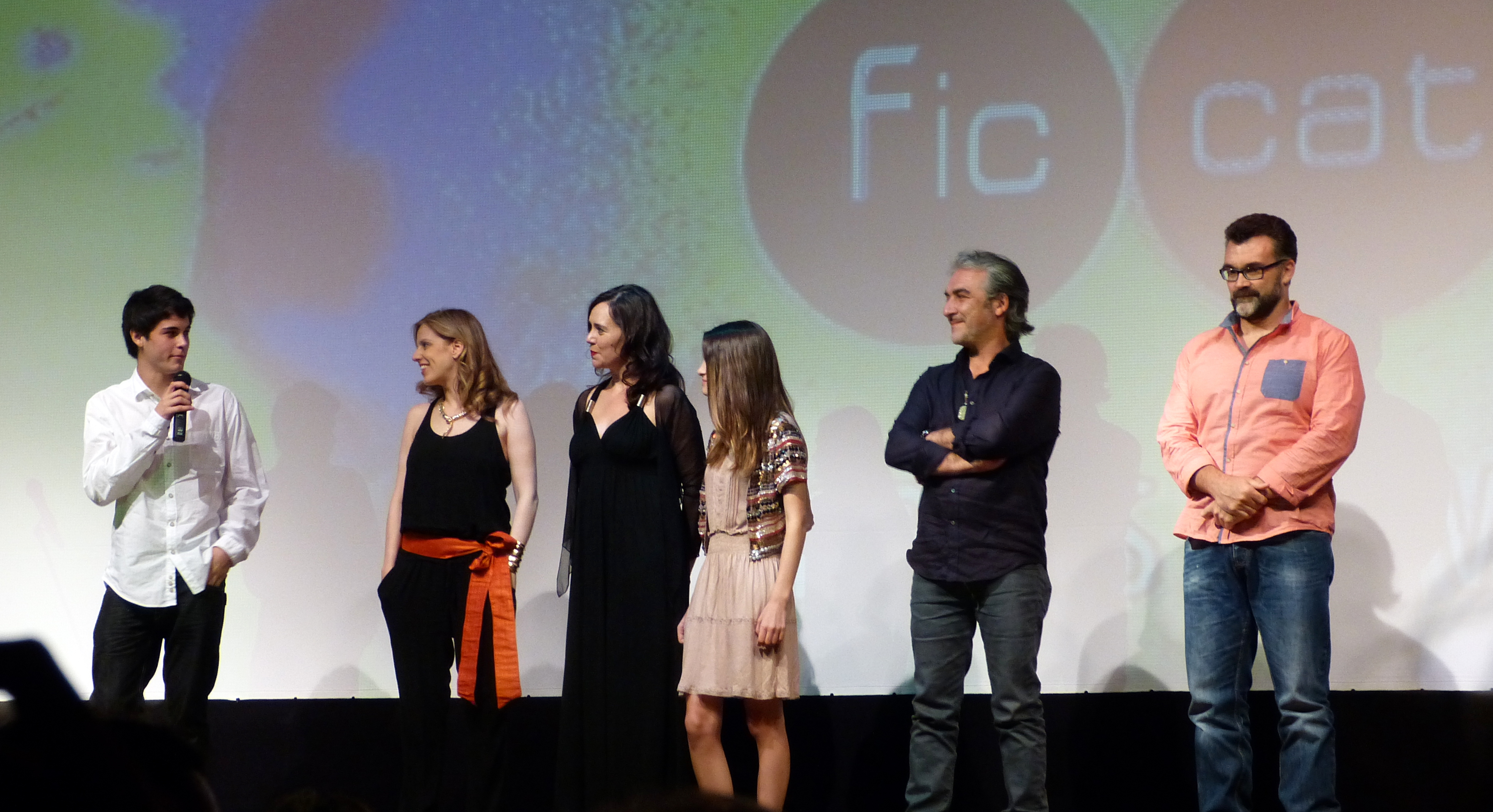
Solans (esquerra), amb els altres membres de repartiment, el productor i el guionista de Fill de Caín al 6è Festival Internacional del Cinema en Català.

Va entrar al món del cinema per casualitat quan una agència va convocar un càsting per internet per a la pel·lícula Fill de Caín (2013), de Jesús Monllaó. S'hi va presentar i va resultar escollit per interpretar el protagonista, en Nico Albert, un noi amb problemes de personalitat i una obsessió malaltissa pels escacs. A Fill de Caín va compartir pantalla amb actors de la talla de José Coronado i Julio Manrique. A causa del rodatge, que va durar tres mesos i li ocupava onze hores diàries, va haver de cursar els estudis obligatoris (aleshores feia 3r d'ESO) amb un professor particular. La seva actuació li va servir per ser nominat a la sisena edició dels Premis Gaudí com a candidat a millor protagonista masculí. També van estar-hi nominats de Javier Cámara, Eduard Fernández i José Sacristán, que va ser el guardonat. També va ser nominat als premis CEC, atorgats pel Cercle d'Escriptors Cinematogràfics, com a actor revelació per Fill de Caín.
L'any següent va participar en la websèrie La Caída de Apolo, la qual li va valer el premi a millor actor protagonista del Festival de Cinema de Girona. Un cop finalitzat el batxillerat, va fer cursos de doblatge, de guió i d'actuació i va anar durant dos anys a l'escola de teatre Nancy.
El 2015 va debutar a la televisió amb la sèrie d'Antena 3 Bajo sospecha, on hi va interpretar Óscar, el fill del cap de policia i parella de la germana gran de la noia desapareguda. El mateix any va ser escollit per interpretar un dels protagonistes de la sèrie de TV3 Merlí, en el paper d'en Bruno Bergeron, el fill i alumne del professor de filosofia Merlí (Francesc Orella) i a qui li costa afrontar la seva homosexualitat. Abans de començar a rodar va entrenar-se amb Isaac Alcaide. L'any següent, entre el 2 de maig i el 29 de juliol, va participar en la segona temporada de la mateixa sèrie, que abandonà temporalment (només va participar en quatre episodis de la temporada final de Merlí el 2017). El mateix any va participar en la sèrie de Telecinco Lo que escondían sus ojos, on va interpretar Ramón Serrano Súñer Polo, coprotagonista del quart i darrer capítol de la minisèrie.
El 2017 va debutar al teatre amb l'obra A cada rey su merecido, dirigida per Oscar Molina i que explora les guerres fratricides, representada entre el gener i febrer. També va protagonitzar la pel·lícula El dulce sabor del limón, del director David Aymerich, que es va estrenar el 2017. Hi va interpretar en Jaume, que decideix anar-se'n a França amb l'enigmàtica Ilena, que coneix una nit en què tots dos acaben a comissaria. Durant el rodatge d'El dulce sabor del limón, Solans i Aymerich va escriure el guió de Nordur, una pel·lícula ambientada al món de la música, rodada a Islàndia i anunciada el mateix any.
L'abril de 2018 es va estrenar El punto frío, una sèrie de terror de Playz ambientada a Galícia en què hi participa. El desembre es va fer oficial que participaria a l'spin-off de Merlí, titulat Merlí: Sapere aude, protagonitzat per Carlos Cuevas. El juny de 2020 es va anunciar que no participaria a la segona temporada de la sèrie. El 2019 es va unir al repartiment de la segona temporada de la sèrie de TV3 Les de l'hoquei, on va interpretar el jugador d'hoquei sobre patins Ricard, que es va unir a l'equip masculí del club Minerva.
El gener de 2019 es va estrenar una altra sèrie de Playz on hi apareix, Boca norte. El 2019 també va participar en la sèrie de TVE La caza. Monteperdido, un thriller ambientat a Osca, als Pirineus aragonesos. El desembre de 2019 es va estrenar una altra sèrie on hi apareix, en aquest cas la sèrie de Netflix Días de Navidad, dirigida per Pau Freixas.
Va compondre la banda sonora de la sèrie de Playz Drama, emesa el 2020.

## Filmografia

### Televisió
| Any       | Sèrie                                               | Cadena           | Paper                    | Notes                 |
| --------- | --------------------------------------------------- | ---------------- | ------------------------ | --------------------- |
| 2014      | La Caída de Apolo                                   | Producció pròpia |                          | Websèrie, 3 episodis  |
| 2015      | Bajo sospecha                                       | Antena 3         | Óscar Vidal              | 8 episodis            |
| 2015–2018 | Merlí                                               | TV3              | Bruno Bergeron           | Repartiment principal |
| 2016      | Lo que escondían sus ojos                           | Telecinco        | Ramón Serrano-Suñer Polo | Minisèrie, Episodi 4  |
| 2018      | El punto frío                                       | Playz            | Martín Vivas             | 6 episodis            |
| 2019      | Boca norte                                          | Playz            | Dani                     | 6 episodis            |
| 2019      | La caza. Monteperdido                               | La 1             | Quim Castán Grau         | 8 episodis            |
| 2019      | Días de Navidad                                     | Netflix          | Juan "Joven"             | Minisèrie, 1 episodi  |
| 2019      | Merlí: Sapere aude                                  | Movistar+        | Bruno Bergeron           | 8 episodis            |
| 2020      | La treintena                                        |                  | Dani                     | Episodi 1             |
| 2020      | Les de l'hoquei                                     | TV3              | Ricard Planes Rius       | 13 episodis           |
| 2021      | Els hereus de la terra (Los herederos de la tierra) | Netflix          |                          | 8 episodis            |

### Cinema
| Any  | Títol                    | Paper        | Director       | Notes           |
| ---- | ------------------------ | ------------ | -------------- | --------------- |
| 2013 | Fill de Caín             | Nico Albert  | Jesús Monllaó  | Paper principal |
| 2013 | Los inocentes            | Noi dolent 3 | Múltiples      | Paper secundari |
| 2017 | El dulce sabor del limón | Jaume        | David Aymerich | Paper principal |

### Teatre
| Any  | Títol                  | Paper       | Director     | Teatre        |
| ---- | ---------------------- | ----------- | ------------ | ------------- |
| 2017 | A cada rey su merecido | Germà petit | Oscar Molina | Versus Teatre |

## Vida personal
Va jugar a hoquei sobre patins com a porter al Club Vilassar Hoquei, del qual el seu pare era entrenador, dels 4 als 15 anys.
Va començar a tocar la guitarra als 8 anys i la bateria, als 10 anys. Dels 14 als 18 anys va ser el percussionista d'un grup de música de Vilassar.
Solans té una relació amorosa amb Mireia Oriol, també actriu a Les de l'hoquei. Es van conèixer quan Oriol interpretava una obra de teatre amb Nil Cardoner i Bàrbara Mestanza titulada «Be my baby» la tardor de 2018. Els dos van protagonitzar el videoclip musical «La isla», del grup barceloní Dorian.